# Praline (amande)
Pour les articles homonymes, voir Praline.
La praline, amande confite ou caramélisée, chouchou, est un bonbon constitué d'une amande, ou plus rarement d'une noisette ou d'une cacahuète, rissolée dans du sucre cuit, lequel peut être teinté et parfumé de diverses manières,.

## Histoire
La première recette de la praline de Montargis aurait été inventée au XVIIe siècle par Clément Jaluzot, le chef cuisinier du maréchal de Plessis-Praslin,. Cette praline est aussi concassée pour devenir le pralin utilisé en pâtisserie, ou encore écrasée pour former le praliné. Le sucre de la praline de Montargis est caramélisé, donc brun.

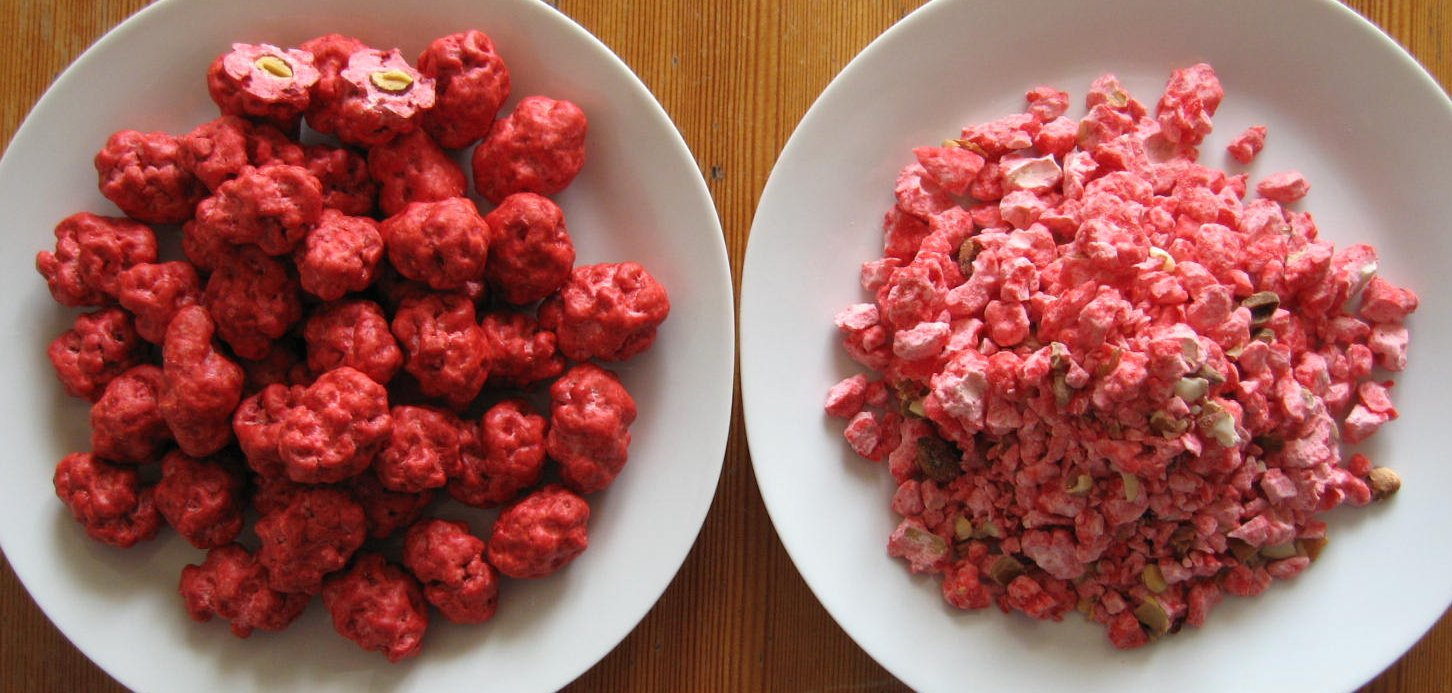
Pralines roses entières ou concassées.

La praline rose (dont le sucre est coloré en rose) serait apparue au XIXe siècle. Diverses recettes utilisent la praline sous ses différentes formes. La praline rose sert de base à la tarte aux pralines, un dessert lyonnais dont la garniture est composée pour moitié de pralines roses concassées et pour moitié de crème fraîche. La brioche aux pralines, connue comme le gâteau de Saint-Genix, fut inventée vers la fin du XIXe siècle. On peut également citer la brioche aux pralines, recette inventée sous le nom de praluline par le pâtissier roannais Auguste Pralus en 1955.

## Préparation
Les amandes confites sont préparées en chauffant du sucre brun ou du sucre blanc, de la cannelle et de l'eau dans une casserole, puis en trempant les amandes dans le mélange de sucre.

## Consommation

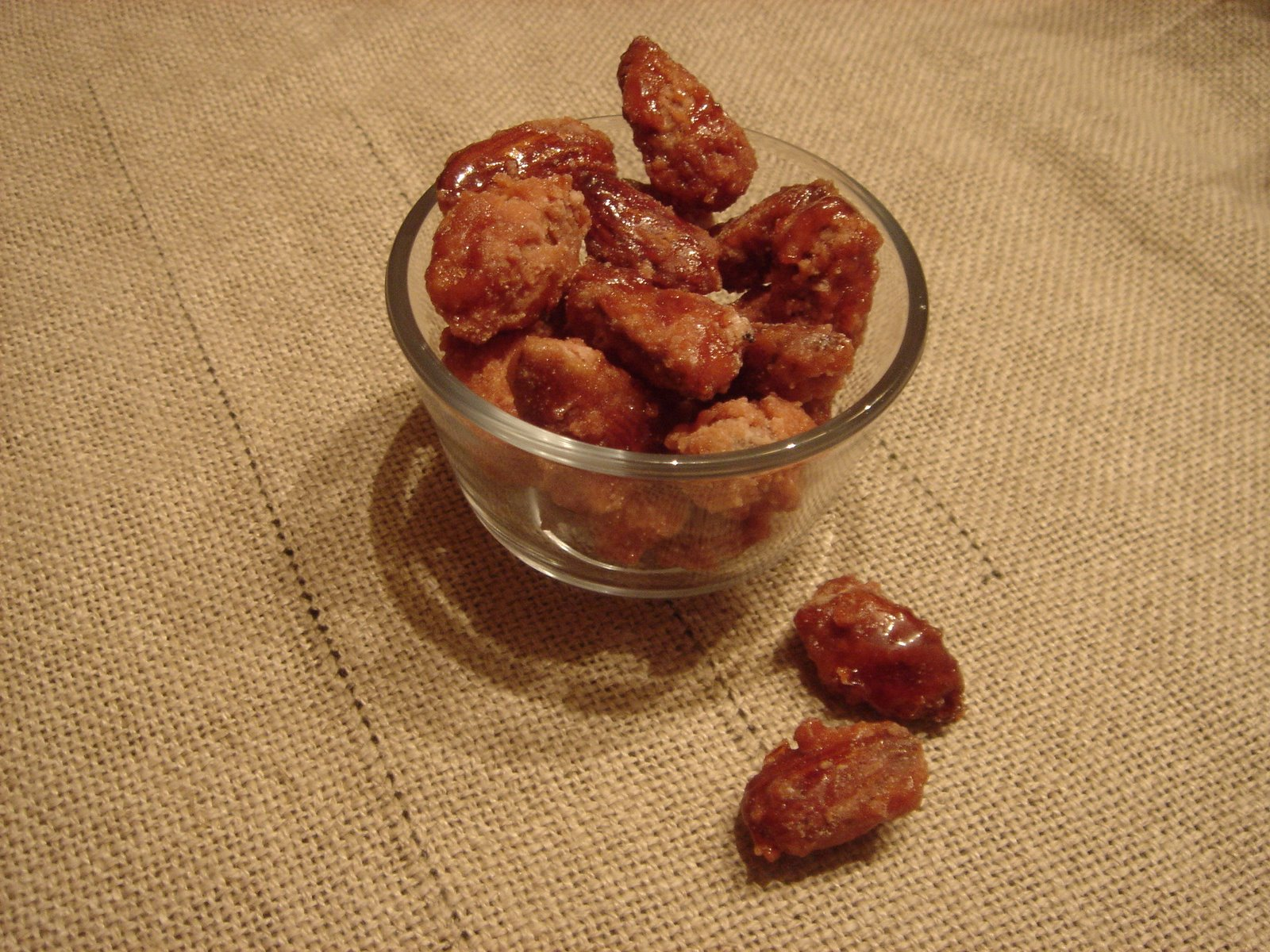
Amandes caramélisées dans une coupelle.

En Espagne, elles sont appelés garrapiñadas. En Suisse et en Allemagne, on les appelle Gebrannte Mandeln. Ils sont également assez courants au Danemark, en Norvège et en Suède, où ils sont fréquemment vendus sur les marchés de Noël, où ils sont respectivement appelés brændte mandler, brente mandler et brända mandlar.